# 烏維拉

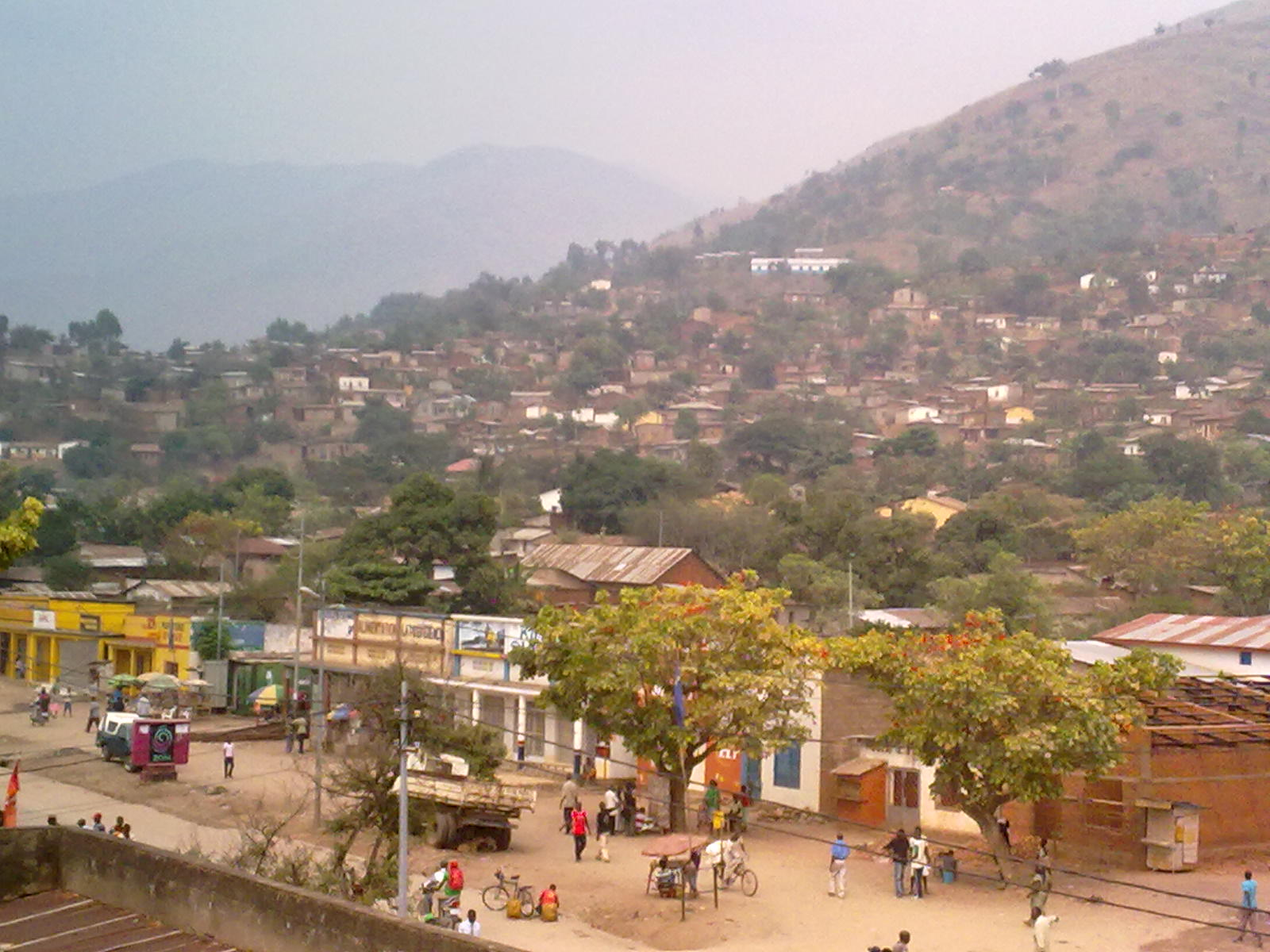

烏維拉是剛果民主共和國的城鎮，由南基伍省負責管轄，位於坦噶尼喀湖北端，距離首府布卡武120公里，毗鄰與布隆迪接壤的邊境，2005年人口170,422。

## 外部連結
- Retracing Che Guevara's Congo Footsteps （页面存档备份，存于） by BBC News, November 25 2004

3°24′S 29°09′E / 3.400°S 29.150°E